# Fabio Sacchi
Fabio Sacchi (født 23. maj 1974) er en italiensk tidligere professionel cykelrytter.